# Lasioglossum euxinicum
Lasioglossum euxinicum är en biart som beskrevs av Ebmer 1972. Lasioglossum euxinicum ingår i släktet smalbin, och familjen vägbin. Inga underarter finns listade i Catalogue of Life.